# Thaumatoxena polytricha
Thaumatoxena polytricha är en tvåvingeart som beskrevs av Schmitz 1951. Thaumatoxena polytricha ingår i släktet Thaumatoxena och familjen puckelflugor. Inga underarter finns listade i Catalogue of Life.